# Jordi Ocaña Pérez
Jordi Ocaña Pérez (Santa Cruz de Tenerife, 17 d'octubre de 1978) és un exfutbolista professional canari, que ocupava la posició de migcampista.

## Trajectòria
Inicia la seua carrera a modestos equips de les Illes: Tacuense, Icodense, Orotava o Realejos, fins que a la campanya 96/97 és fitxat pel CD Tenerife per actuar en el seu filial, amb el qual queda subcampió del seu grap de 3a Divisió.
La 97/98 debuta a Segona B a les files del Gáldar, per retornar de nou al Tenerife dos anys després. En principi se l'enquadra de nou a l'equip B, però el seu bon fer possibiliten l'ascens al primer equip, en aquell any a Segona Divisió, on jugaria 17 partits.
La 00/01 és cedit al Racing de Ferrol. Eixa temporada, el CD Tenerife puja a primera divisió, per la qual cosa, quan el migcampista retorna de Galícia, es troba amb l'entitat a la màxima categoria. El seu bon rendiment a Ferrol (37 partits) fan que tinga lloc amb els canaris.
La temporada 01/02, doncs, juga la seua única campanya a primera divisió. Disputa 15 partits i marca dos gols. Els tinerfenys descendeixen, i Jordi Ocaña els acompanya una temporada més a la categoria d'argent.
A partir del 2003, la carrera del migcampista continua per equips de Segona B i Tercera: primer retorna al Racing de Ferrol, on qualla una bona temporada amb la qual els gallecs estan a punt de pujar a Segona. La 04/05 al Cartagena, equip en el qual jugaria 32 partits.
Retorna a les Canàries el 2005 per militar al San Isidro, on romandria mitja temporada abans d'incorporar-s'hi al Tenerife Sur Ibarra, ja de 3a Divisió. Es retiraria a l'estiu del 2008 després de jugar al CD Vera.